# Dorfkirche Blankenfelde (Berlin)
Die Dorfkirche Blankenfelde ist eine Feldsteinkirche im heutigen Ortsteil Blankenfelde des Bezirks Pankow von Berlin, gelegen an der Ecke Hauptstraße/Schildower Straße inmitten des von einer Mauer umgeben Friedhofs. Sie entstand um 1406 und ist eine der über 50 unter Denkmalschutz stehenden Dorfkirchen in Berlin.

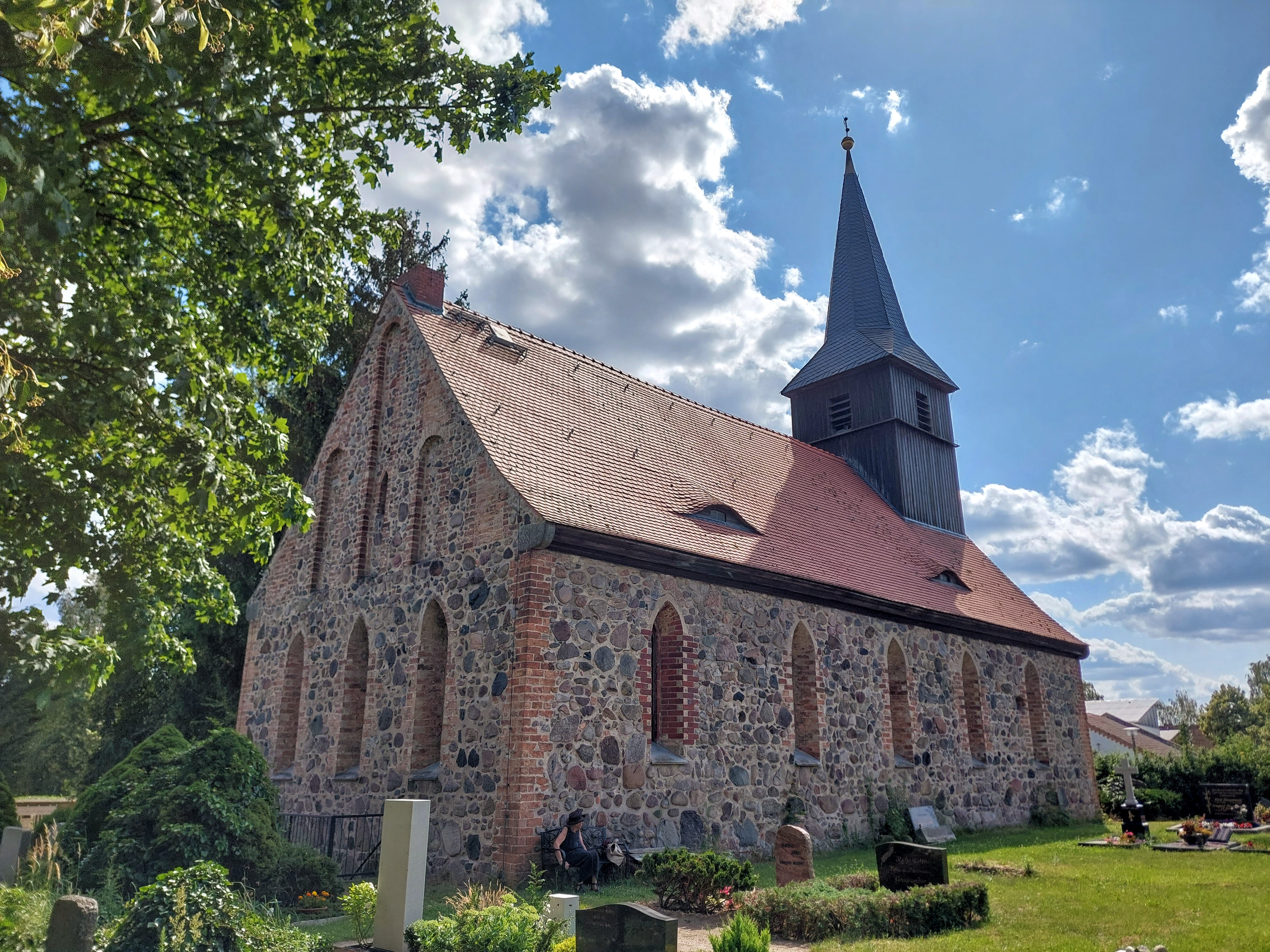
Dorfkirche Blankenfelde von Nordosten mit spätgotischem Blendenschmuck am Ostgiebel

## Geschichte

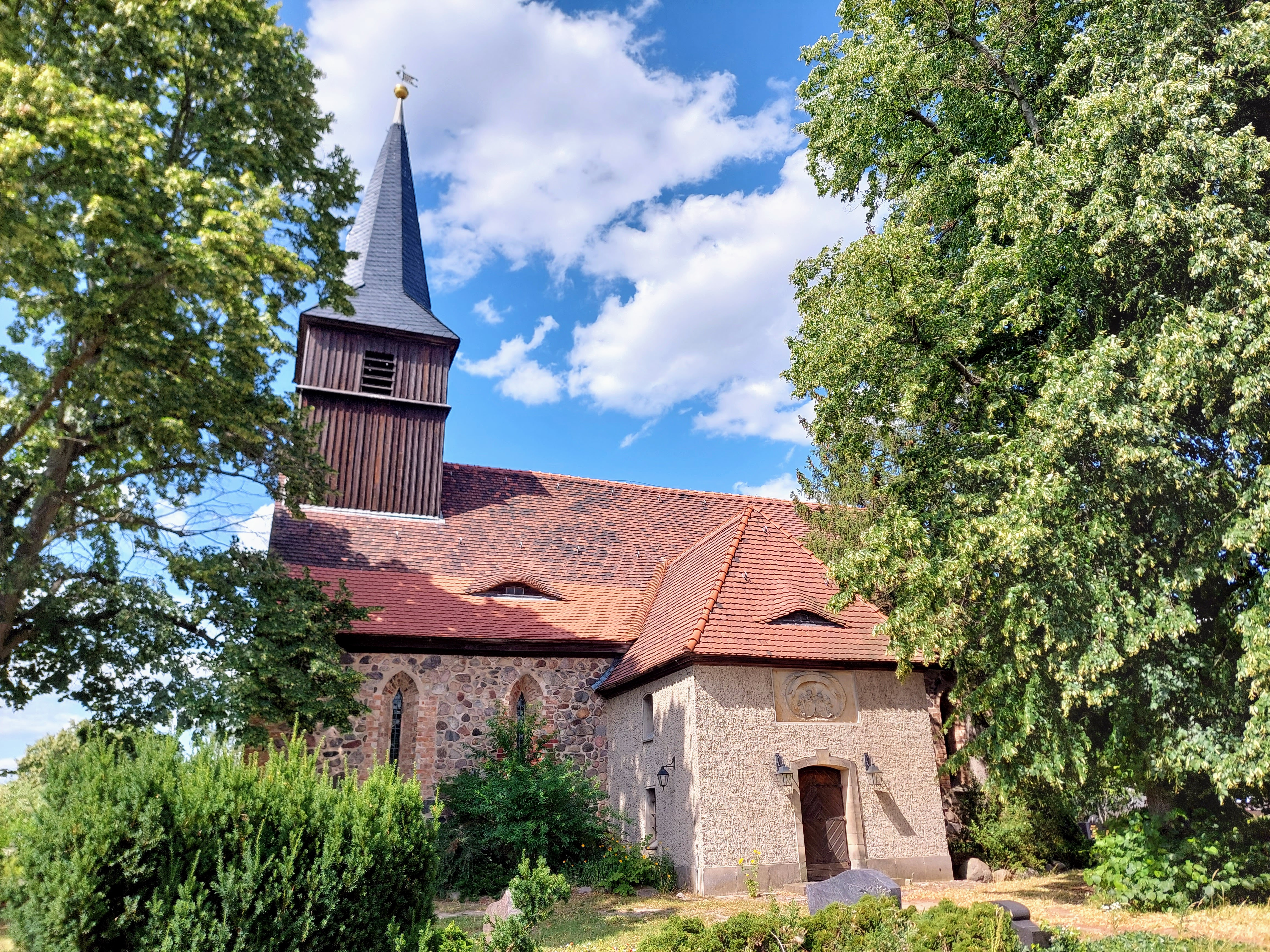
Südseite der Dorfkirche Blankenfelde

Im Zuge der Besiedlung des Barnim wurde um 1230 Blankenfelde als Straßenangerdorf an der Straße von Berlin nach Oranienburg von niederdeutschen Siedlern angelegt. 1375 verfügt Blankenfelde laut Landbuch Karls IV. über 54 Hufen, davon vier Pfarrhufen und eine Kirchhufe. Die Dorfkirche war zu diesem Zeitpunkt wahrscheinlich noch eine Holzkirche. Die spätgotische Kirche aus Mischmauerwerk wurde um 1406 errichtet (Dendrodatierung). Da im Dreißigjährigen Krieg das Dorf, das am Alten Bernauer Heerweg liegt, verwüstet wurde, kann davon ausgegangen werden, dass auch die Kirche zerstört wurde. 1680 wurde die Kirche umgebaut (Vergrößerung der Fenster) und erweitert. Sie erhielt einen südlichen Anbau mit einer Patronatsloge. Diese trägt neben dem Allianzwappen Grumbkow/Grote eine Inschrift über den Erbauer Joachim Ernst von Grumbkow. Das Dach erhielt einen neuen liegenden Dachstuhl sowie einen Dachturm. Der mittelalterliche Zustand wurde 1938–1941 weitgehend rekonstruiert. Bemerkenswert ist der mit Blenden reich verzierte Ostgiebel. Es sind auch noch alte zugemauerte Fenster zu erkennen.

## Architektur
Das Mauerwerk der Saalkirche ist aus Feldsteinen. Bei der Restaurierung 1938–1941 wurden die Fenster aus der Barockzeit an den Seitenwänden wieder in ihre alte frühgotische Form, im oberen Teil spitzwinklig abschließend, zurückgebildet. Die Laibungen wurden wie die Gebäudekanten mit großformatigen Backsteinen im Klosterformat gesäumt. Die Giebelschrägen wurden niedriger gemacht. Von den ursprünglich fünf gestaffelten Blenden mit Spitzbögen im östlichen Giebeldreieck wurden die zwei seitlichen vermauert und die verbleibenden drei durch Segmentbögen verändert. Die drei darunter liegenden zugemauerten gotischen Fenster wurden wieder geöffnet. Das Satteldach über der Balkendecke ist mit Biberschwanz gedeckt. Der Dachturm aus holzverkleidetem Fachwerk ist dem Baukörper „aufgesattelt“, hat also keine eigenen Grundmauern. Die Glocke goss Johann Friedrich Thiele 1768. Der Helm erhielt erst 1939 die heutige Gestalt. Er besteht aus dem Stumpf eines Pyramidendaches, der sich in einem achtseitigen, spitzen Zeltdach fortsetzt. Die Wetterfahne stammt von 1982 und ist jener von 1680 nachgebildet.1996 erhielt er eine Schieferdeckung. Der südliche Anbau wurde verändert. Seine Pforte wurde mit einer Umrahmung aus Werkstein und Schlussstein versehen. Das Dach wurde niedriger gesetzt, sodass die Dachtraufe mit der des Kirchenschiffs nicht mehr in gleicher Höhe verläuft.

## Ausstattung
Ein Grabstein, der sich ursprünglich vor dem Altar über leerer Gruft befand, ist heute an der Nordseite der Kirche angebracht. Er trägt die Inschrift „Erbbegräbnis derer von Grumbkow“. Joachim Ernst von Grumbkow wurde jedoch auf seinem Rittergut Ruhnow in Pommern beigesetzt.
Die Deckenleuchten im Altarbereich stammen von 1854, ebenso das Kirchengestühl und die Weinkanne und der Kelch mit Patene. Der alte barocke Altaraufsatz ist 1961 verschwunden. Der Innenraum hat eine Holzbalkendecke und Emporen an der West- und Südseite. Die Brüstung und die Schuke-Orgel mit ihrem Prospekt auf der Südempore stammen aus der Umbauzeit von 1939 bis 1941. Unterhalb und auf der Westempore sowie hinter der Orgel auf der Südempore wurden 1972 bis 1974 Gemeinderäume eingerichtet.